# ويليام ماكغوناغال
كان ويليام توباز ماكغوناغال (مارس 1825- 29 سبتمبر 1902) شاعرًا إسكتلنديًا. اكتسب سمعة سيئة بصفته شاعرًا رديئًا للغاية ولم يظهر أي اعتراف أو اهتمام بآراء أقرانه في عمله.
كتب نحو 200 قصيدة، بما فيها «كارثة جسر تاي» و «حوت تاي الشهير»، واللتين تُريان على نطاق واسع بعضًا من أردأ القطع الأدبية الإنجليزية. أشركته مجموعات في جميع أنحاء إسكتلندا في قراءات لأعماله، وتشير الأوصاف المعاصرة لهذه العروض إلى أن العديد من المستمعين كانوا يرون مهارة ماكغوناغال على أنه شخصية كوميدية من شخصيات قاعة الموسيقى. ما تزال مجموعاته الشعرية شائعة، وعدة مجلدات منها ما زالت متوفرة اليوم.
هُجي ماكغوناغال بصفته أسوأ شاعر في التاريخ البريطاني. كانت الانتقادات الرئيسة له أنه لا يعرف شيئًا عن الاستعارة الشعرية ولا يجيد التقطيع الشعري. كان فهمه الظاهر الوحيد للشعر هو اعتقاده أنه يحتاج إلى قافية. تنبع شهرة ماكغوناغال من التأثيرات الفكاهية التي يُعتقد أن هذه العيوب تولدها في أعماله. يتجادل الباحثون في أن أوزانه غير الملائمة ومفرداته الضعيفة ومجازاته قليلة الفطنة تجتمع لتجعل أعماله ضمن أكثر الأعمال الشعرية الدرامية إمتاعًا عن غير قصد في اللغة الإنجليزية. تنتمي أعماله إلى تقليد طويل من القصائد القصصية والأشعار المكتوبة والمنشورة عن الأحداث والمآسي العظيمة، ويجري تداولها على نطاق واسع بين السكان المحليين في هيئة نشرات طيارة. في عصر سبق الراديو والتلفاز، كان صوتها طريقة لنقل الأخبار المهمة إلى الجمهور المتعطش.

## أصوله ونشأته
كان والدا ويليام ماكغوناغال، تشارلز ومارغريت، أيرلنديين. اسم عائلته الأيرلندي تبديل من اسم ماغ كونغيل، وهو اسم شائع في مقاطعة دونيغال. على امتداد حياته البالغة، كان يدعي أنه وُلد في إدنبرة، ويحدد سنة مولده بتفاوت على أنها 1825 أو 1830، لكن البند الخاص به في إحصاء عام 1841 يحدد مولده مثل مولد والديه على أنه «أيرلندا». يقترح كاتب السيرة نورمان واتسون أن ماكغوناغال ربما زوّر مسقط رأسه، ذلك أن معاملة الإسكتلندي المولود في إسكلتندا أفضل بموجب قانون الفقراء لعام 1845 من المولود في أيرلندا. بالنظر إلى الإحصاء، وسجلات الزواج والوفيات، يحدد ديفيد فيليبس سنة 1825 على أنها سنة الميلاد.
انتقلت عائلة ماكغوناغال عدة مرات بحثًا عن العمل، ومن الممكن أنها قضت وقتًا في غلاسكو وجنوب رونالدسي قبل أن تستقر في دندي نحو عام 1840. وهناك، تدرب ويليام على مهنة والده في النساجة على النول اليدوي، واضعًا بذلك نهاية لأي تعليم رسمي قد يكون تلقاه. بعد أن تعلم ماكغوناغال مهنته، استمر بتعليم نفسه وكان ينال «متعة كبيرة من قراءة الكتب»، ولا سيما الإصدارات الرخيصة من مسرحيات شكسبير.
في الحادي عشر من يوليو 1846، تزوج من جين كينغ، وهي عاملة طاحونة من استيرلينغ، وأنجبا خمسة أبناء وبنتين. وعلى الرغم من أن الثورة الصناعية ألغت عمل النساجين بالتدريج، بدا أن شركة ماكغوناغال تزدهر نظرًا إلى أن الحاجة إلى عمال مهرة لأداء مهام شديدة التعقيد ظلت موجودة.
أثناء عمله على النول، كان ماكغوناغال يسلي زملاءه بقراءات من أعمال شكسبير. وفي إحدى المناسبات، دفعوا لمالك مسرح محلي ليسمح له بالظهور بدور البطولة في إنتاج لمسرحية مكبث. ولاقتناع ماكغوناغال بأن الممثل الذي لعب دور مكداف كان يغار منه، رفض أن يموت في الفصل الأخير. لأدائه هذا، منحه كتاب حالات الفشل البطولية لقب «أسوأ مكبث» بالإضافة إلى «أردأ شاعر بريطاني».

## حياته المهنية
كانت نقطة التحول في حياة ماكغوناغال في يونيو 1877. كان العثور على عمل في النساجة يزداد صعوبة نظرًا إلى أن ابنته الكبرى جلبت العار للعائلة بإنجابها طفلًا غير شرعي، وفي هذه المرحلة تملكه إلهام جديد:
انتابني شعورٌ كأن إحساسًا غريبًا يتسلّط عليّ، وبقيتُ على هذي الحال لخمس دقائق تقريبًا. بدا أن لهيبًا، كما قال اللورد بايرون، يستعر في جسدي كله، تصحبه رغبة قوية بكتابة الشعر، وشعرتُ بسعادة غامرة، غامرة حتى أنني جنحتُ إلى الرقص، فرحتُ أذرع الغرفة جيئة وذهابًا، محاولًا نفضَ فكرة كتابة الشعر كلها، لكنني كلما حاولتُ أكثر اشتدّ الشعور فيّ. كان قويًا جدًا، وتصوّرتُ أن يمناي تحمل قلمًا، وأن صوتًا ينادي: «اكتب! اكتب!»:vi
كتب قصيدته الأولى: «خطاب إلى المبجل جورج غيلفيلان»، والتي أظهرت العلامات التي ميزت عمله لاحقًا. وعلّق غيلفيلان، الذي كان مبشرًا مشيخيًا جداليًا غير مدرب ينخرط أحيانًا في الشعر، بإعجاب قائلًا: «شكسبير نفسه لم يكتب ما يشبه هذا».
أدرك ماكغوناغال أنه إذا ما أراد النجاح بصفة شاعر، فسيحتاج إلى راعٍ، فكتب رسالة إلى الملكة فيكتوريا. تلقى رسالة رفض كتبها موظف ملكي شكره فيها على اهتمامه. فهم ماكغوناغال ذلك على أنه ثناء على عمله. في خلال رحلة إلى دنفيرملين في 1879، سخر منه كبير فرسان الهيكل في المنظمة الدولية لفرسان الهيكل الجيدين، والتي كان ماكغوناغال عضوًا فيها، قائلًا إن شعره رديء جدًا. قال ماكغوناغال للرجل إنه «رديء إلى درجة أن جلالة الملكة شكرت ماكغوناغال على ما شجبه كبير الفرسان».:viii
منحت الرسالة ماكغوناغال الثقة «بقدراته الشعرية»، وشعر أن سمعته يمكن أن تتعزز أكثر إذا ما قدم أداء مباشرًا أمام الملكة. في يوليو 1878، مشى من دندي إلى بالمورال، مسافة تقدر بنحو 60 ميلًا (97 كليومترًا) في تضاريس جبلية وعبر عاصفة رعدية عنيفة ليؤدي أمام الملكة فيكتوريا. عندما وصل، أعلن عن نفسه بصفة «شاعر الملكة». رد عليه الحرس «أنت لست شاعر الملكة! بل تنيسون شاعرها!» (إذ كان ألفريد، اللورد تنيسون شاعر البلاط). أراهم ماكغوناغال الرسالة لكنه مُنع من الدخول واضطر إلى العودة إلى دياره. لم يردعه ذلك عن مواصلة كتابة الشعر، وأخذ ينقل الأحداث إلى الصحف، ما أكسبه بعض التقدير البسيط.